# Медаль Пушкина

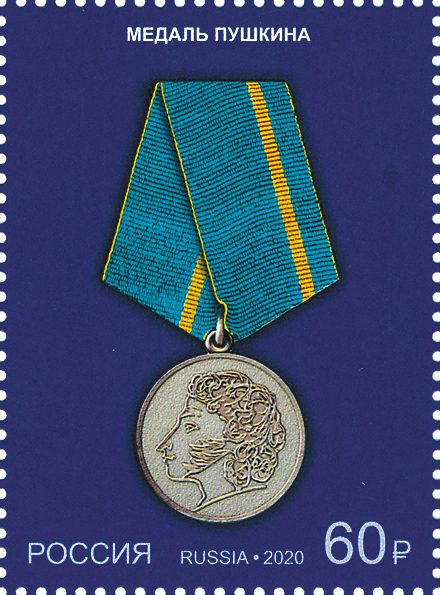
Медаль Пушкина на почтовой марке России 2020 года из серии «Государственные награды Российской Федерации».

Меда́ль Пу́шкина — государственная награда Российской Федерации.

## Положение о медали
1. Медалью Пушкина награждаются граждане за заслуги в области культуры и искусства, просвещения, гуманитарных наук и литературы, за большой вклад в изучение и сохранение культурного и исторического наследия, в сближение и взаимообогащение культур наций и народностей, за создание высокохудожественных образов, спектаклей, кино- и телефильмов, а также за активную деятельность по популяризации отечественной литературы и искусства за рубежом.
Награждение медалью Пушкина, как правило, производится при условии осуществления представленным к награде лицом общественно-гуманитарной деятельности в течение 20 лет и более.
11. Медалью Пушкина могут быть награждены граждане иностранных государств за большой вклад в развитие и укрепление культурных связей с Российской Федерацией, за плодотворную деятельность по поддержке русской культуры и искусства, за активную работу по популяризации и распространению русского языка и литературы за рубежом.
2. Медаль Пушкина носится на левой стороне груди и при наличии других медалей Российской Федерации располагается после медали Нестерова.
21. Для особых случаев и возможного повседневного ношения предусматривается ношение миниатюрной копии медали Пушкина, которая располагается после миниатюрной копии медали Нестерова.
3. При ношении на форменной одежде ленты медали Пушкина на планке она располагается после ленты медали Нестерова.

## Описание медали

Медаль Пушкина с удостоверением

Медаль Пушкина из серебра. Она имеет форму круга диаметром 32 мм с выпуклым бортиком с обеих сторон.
На лицевой стороне медали — профильное (влево) изображение автопортрета А. С. Пушкина.
На оборотной стороне медали, в центре, — рельефное изображение подписи А. С. Пушкина, под ним — номер медали.
Медаль при помощи ушка и кольца соединяется с пятиугольной колодкой, обтянутой шелковой, муаровой лентой лазоревого цвета с золотистой продольной полоской. Ширина ленты — 24 мм, ширина полоски — 2,5 мм. Золотистая полоска отстоит от правого края ленты на 5 мм.
При ношении на форменной одежде ленты медали Пушкина используется планка высотой 8 мм, ширина ленты — 24 мм.
Миниатюрная копия медали Пушкина носится на колодке. Диаметр миниатюрной копии медали — 16 мм.

## История награды

### 1999 год
Медаль Пушкина учреждена Указом Президента Российской Федерации от 9 мая 1999 года № 574 «Об учреждении медали Пушкина». Тем же указом утверждены первоначальное Положение о медали, в котором говорилось:
Медалью Пушкина награждаются граждане за заслуги в области культуры, просвещения, гуманитарных наук, литературы и искусства, за большой вклад в изучение и сохранение культурного наследия, в сближение и взаимообогащение культур наций и народностей.

Медаль Пушкина носится на левой стороне груди и располагается после медали «В память 850-летия Москвы».
и первоначальное описание медали, в котором говорилось:
Медаль Пушкина из серебра. Она имеет форму круга диаметром 32 мм с выпуклым бортиком с обеих сторон.
На лицевой стороне медали — профильное (влево) изображение автопортрета А. С. Пушкина. На оборотной стороне медали, в центре, — рельефное изображение подписи А. С. Пушкина, под ним — номер медали.

Медаль при помощи ушка и кольца соединяется с пятиугольной колодкой, обтянутой шёлковой муаровой лентой лазоревого цвета с золотистой продольной полоской. Ширина ленты — 24 мм, ширина полоски — 2,5 мм. Золотистая полоска отстоит от правого края ленты на 5 мм.

### 2010 год
В настоящем виде Положение о медали и её описание утверждены Указом Президента Российской Федерации от 7 сентября 2010 года № 1099 «О мерах по совершенствованию государственной наградной системы Российской Федерации».

### 2011 год
Указом Президента Российской Федерации от 16 декабря 2011 года № 1631 в положение и описание медали были внесены дополнения, которыми предусмотрена миниатюрная копия медали.

## Награждённые медалью

### Статистика награждений по годам
Награждение медалью по годам:
| 1999 | 2000 | 2001 | 2002 | 2003 | 2004 | 2005 | 2006 | 2007 | 2008 | 2009 | 2010 | 2011 | 2012 | 2013 | 2014 | 2015 | 2016 | 2017 | 2018 | 2019 | 2020 | 2021 | 2022 | 2023 | 2024 | 2025 | Всего |
| ---- | ---- | ---- | ---- | ---- | ---- | ---- | ---- | ---- | ---- | ---- | ---- | ---- | ---- | ---- | ---- | ---- | ---- | ---- | ---- | ---- | ---- | ---- | ---- | ---- | ---- | ---- | ----- |
| 61   | 76   | 45   | 31   | 26   | 27   | 16   | 53   | 153  | 60   | 34   | 52   | 44   | 79   | 48   | 23   | 33   | 32   | 37   | 27   | 21   | 8    | 17   | 23   | 22   | 8    | 15   | 1072  |

### Награждённые двумя медалями Пушкина
- Бородина, Наталия Яковлевна — директор Пушкинской школы города Новомосковска Тульской области (4 июня 1999; 15 сентября 2000).

### Действующие и бывшие главы и лидеры государств имеждународных межгосударственных организаций
- Акаев, Аскар Акаевич — Президент Киргизской Республики
- Джагдео, Бхаррат — Президент Кооперативной Республики Гайана
- Клаус, Вацлав — Президент Чешской Республики
- Ли Пэн, Китайская Народная Республика (бывший Премьер Госсовета КНР)
- Месич, Степан — Президент Республики Хорватии
- Нонг Дык Мань — Генеральный секретарь Центрального комитета Коммунистической партии Вьетнама
- Радманович, Небойша — член Президиума Боснии и Герцеговины
- Халонен, Тарья Каарина — Президент Финляндской Республики
- Христофиас, Димитрис — Президент Республики Кипр (удостоен медали в 2007 году, будучи председателем Палаты представителей Кипра)
- Цзян Цзэминь, Китайская Народная Республика (бывший Генеральный секретарь ЦК КПК и Председатель КНР)
- Энхбаяр, Намбарын — Президент Монголии
- Перес де Куэльяр, Хавьер — бывший Генеральный секретарь ООН и премьер министр Республики Перу

### Особые случаи
- В феврале 2012 года президент Дмитрий Медведев наградил медалью Пушкина сирийского писателя-антисемита Али Окля Орсана, который публично выражал одобрение терактам 11 сентября 2001 года в США. Центр Симона Визенталя и Федерация еврейских общин России подвергли награждение Орсана критике[6].
- В марте 2022 года бывший президент Чехии Вацлав Клаус, в ответ на прозвучавшие ему требования вернуть медаль, публично отказался сделать это, назвав подобные требования проявлениями инфантилизма и заявив, что сделал бы это только под угрозой смерти[7].

## Негосударственная одноимённая медаль
Существует также негосударственная награда, учреждённая в 1979 году Международной ассоциацией преподавателей русского языка и литературы — «Медаль А. С. Пушкина», вручаемая за большие заслуги в распространении русского языка и являющаяся международной общественной наградой.